# Cerkiew św. Onufrego w Jabłecznej
Cerkiew pod wezwaniem św. Onufrego – zabytkowa cerkiew prawosławna. Główna świątynia stauropigialnego monasteru św. Onufrego w Jabłecznej oraz przyklasztornej parafii. 

## Opis cerkwi
Cerkiew została wzniesiona w latach 1838–1840 na planie krzyża greckiego, w stylu klasycystycznym. Budowla murowana, w kolorze białym, orientowana. Nad nawą znajduje się złocona kopułę z sześcioma oknami. Fasada ozdobiona czterema niezbyt wysokimi kolumnami, nad którymi znajduje się fronton z polichromią przedstawiającą Jezusa Chrystusa, Maryję i Świętego Onufrego. Wewnątrz mieści się klasycystyczny 3-rzędowy ikonostas, w jego dolnym rzędzie po prawej znajduje się ikona św. Onufrego Wielkiego, a po lewej – Jabłeczyńska Ikona Matki Bożej. Na uwagę zasługują bogato zdobione carskie wrota. W ikonostasie znajdują się 32 ikony przedstawiające świętych i wydarzenia biblijne. Freski rozpisane na ścianach są w przeważająco zimnych barwach. Wnętrze kopuły ozdobione jest polichromią, przedstawiającą Czterech Ewangelistów i ich symbole.
Cerkiew otaczają niskie mury, a na wprost od wejścia do świątyni, po stronie zachodniej znajduje się dzwonnica bramna z 12 (trzema po każdej stronie) oknami i złoconą kopułą zwieńczoną latarnią z cebulastym hełmem.

## Ikona św. Onufrego
Ludowe przekazy głoszą, że nad Bugiem, gdzie obecnie wznosi się monaster, ukazał się zdziwionym rybakom św. Onufry i wypowiedział prorocze słowa: w tym miejscu będą sławić imię moje. Wkrótce po tym cudownym wydarzeniu przypłynęła tu Ikona Świętego, który ukazał się rybakom. Wieść o nowym cudownym wydarzeniu lotem błyskawicy obiegła pobliskie wsie i na miejsce cudu przybyła procesja z prawosławnym kapłanem i właścicielem ziemskim okolicznych posiadłości. Ikonę ustawiono pod dębem i wszyscy w uniesieniu wzywali: Święty Ojcze Onufry módl się za nami. W tym odludnym miejscu, otoczonym borem i niebezpiecznymi mokradłami, nie można było pozostawić ikony bez należytej ochrony, toteż kilku mężczyzn postanowiło nie opuszczać tego miejsca i pełnić straż przy „darze niebiańskim”. Po kilku zaledwie dniach stanęła w tym miejscu kapliczka i w niej umieszczono ikonę. Niebawem powstała pustelnia, która z czasem przekształciła się w monaster pod wezwaniem św. Onufrego Wielkiego – pustelnika egipskiego.
Historycy datują ikonę na XII–XIII wiek. Malowana jest na kredowym podkładzie, na cyprysowej skalnej desce o wymiarach 112 × 75 cm. Pokrywa ją srebrna ryza („koszula”) z wygrawerowanymi konturami drzew i rzeki Bug. Cała postać świętego jest widoczna, choć nieco przyciemniona. Św. Onufry jest przedstawiony w pozycji stojącej, z długą siwą brodą, sięgającą niżej kolan i sprawiającą wrażenie splecionej w warkocz. Cała postać promienieje blaskiem koncentracji modlitewnej. Ikona św. Onufrego umieszczona jest w głównej świątyni Monasteru Jabłeczyńskiego, w pierwszym rzędzie ikonostasu, z prawej strony.

## Jabłeczyńska Ikona Matki Bożej
Szczególnie czczona ikona Matki Bożej, zwana Jabłeczyńską, znajduje się z lewej strony ikonostasu symetrycznie do ikony św Onufrego. Pod względem rozmiarów i stylu zbliżona jest do ikony św. Onufrego. Według opinii historyków jest niewiele od niej późniejsza. Najświętsza Maryja Panna przedstawiona jest z Dzieciątkiem na ręku, z prawej strony Bogurodzicy Archanioł Gabriel, z lewej Archanioł Michał, dookoła prorocy Starego Testamentu, trzymający w ręku teksty ze starotestamentowymi przepowiedniami o Zbawicielu. Stąd nazwa ikony „Wypełnienie Przepowiedni Proroczych”.

## Galeria

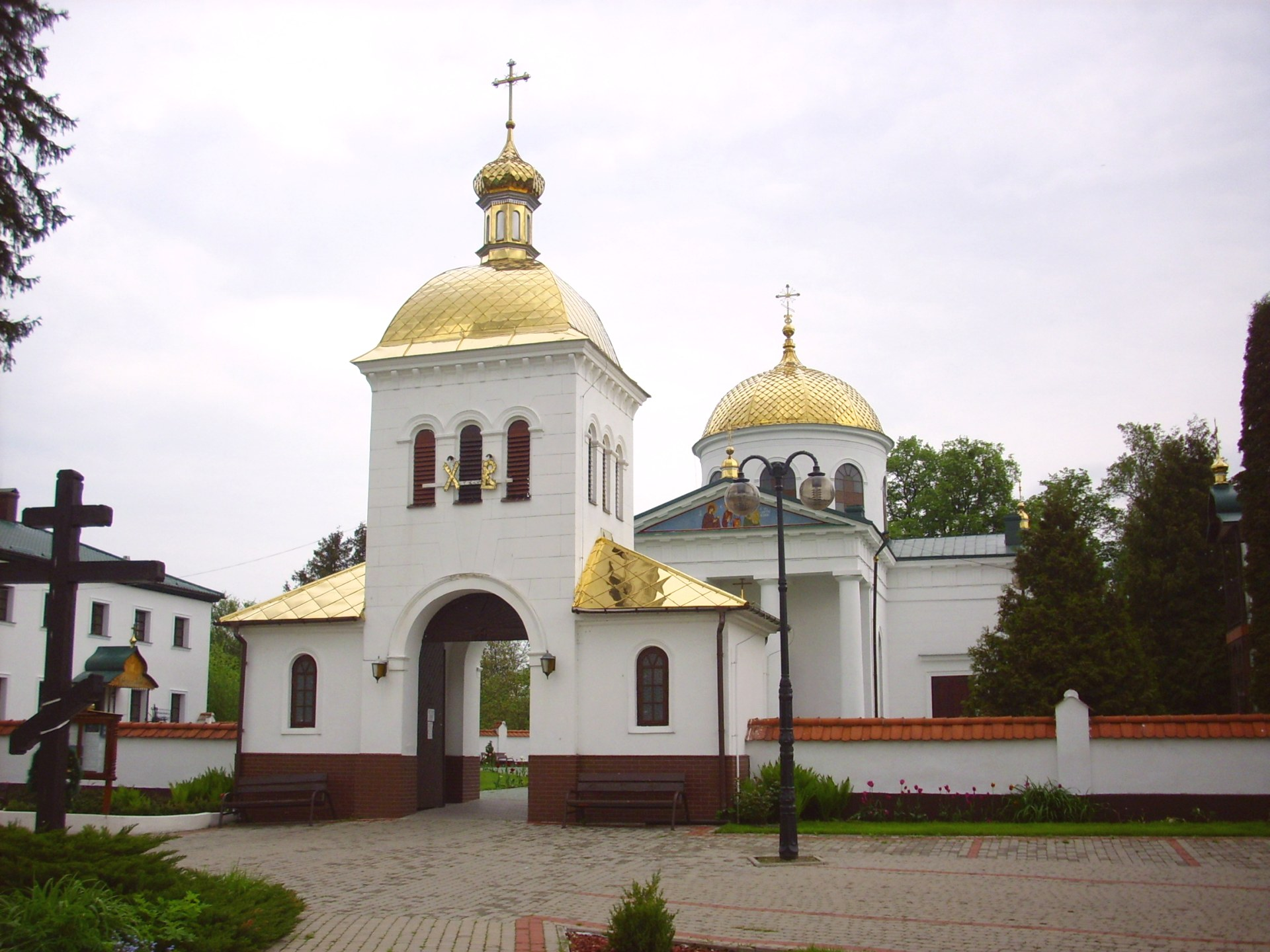
Cerkiew od frontu
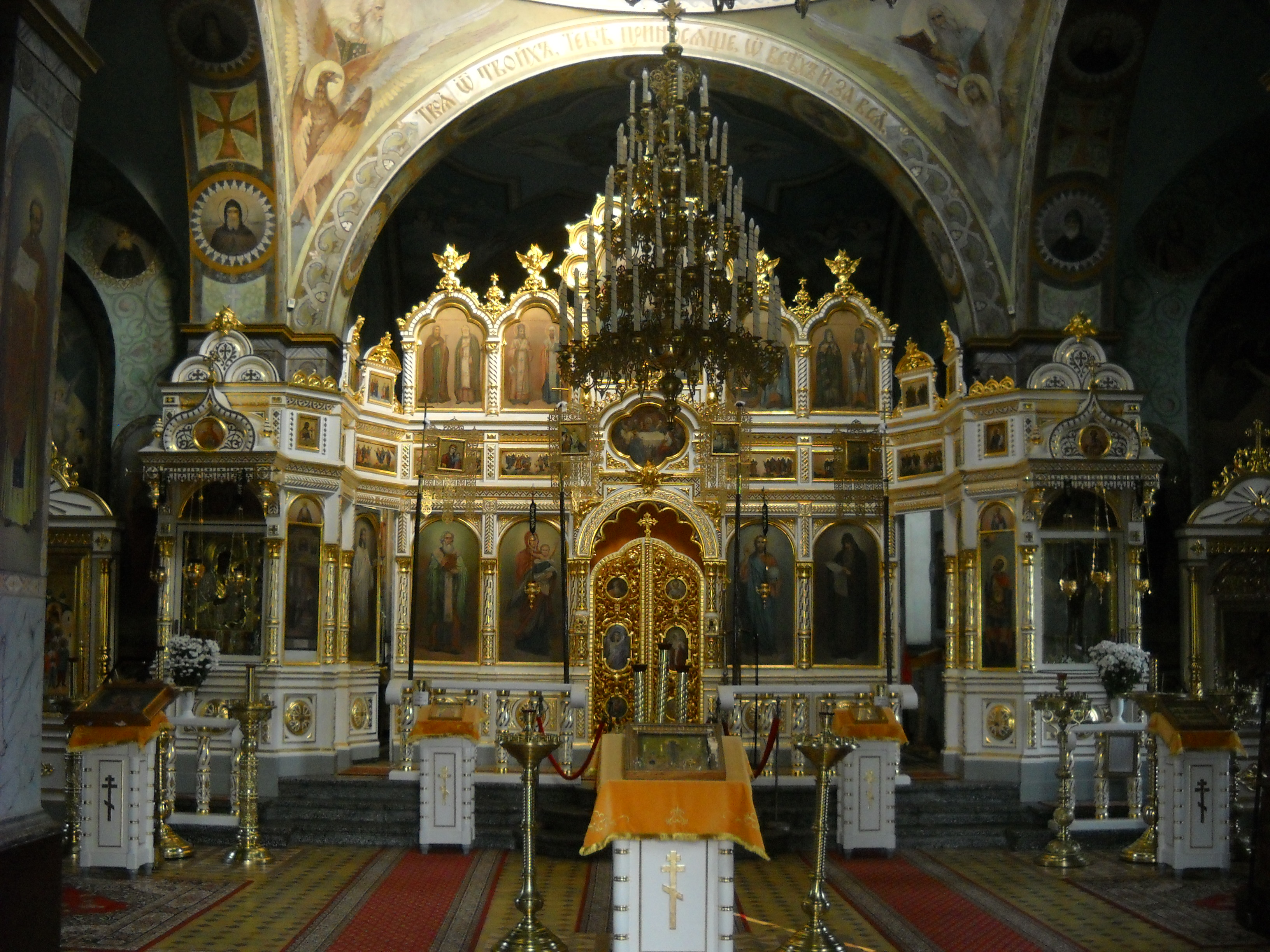
Ikonostas
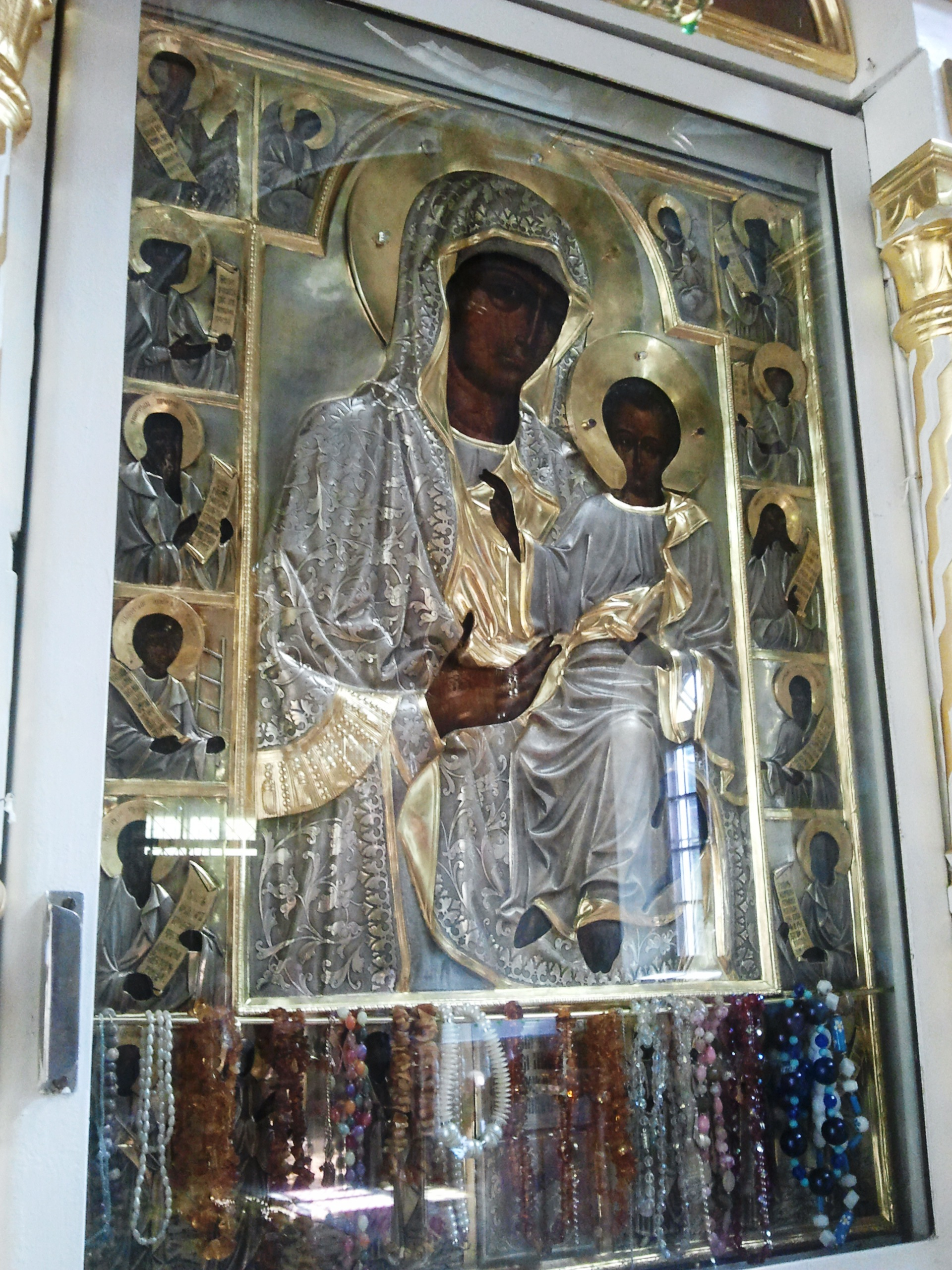
Jabłeczyńska Ikona Matki Bożej
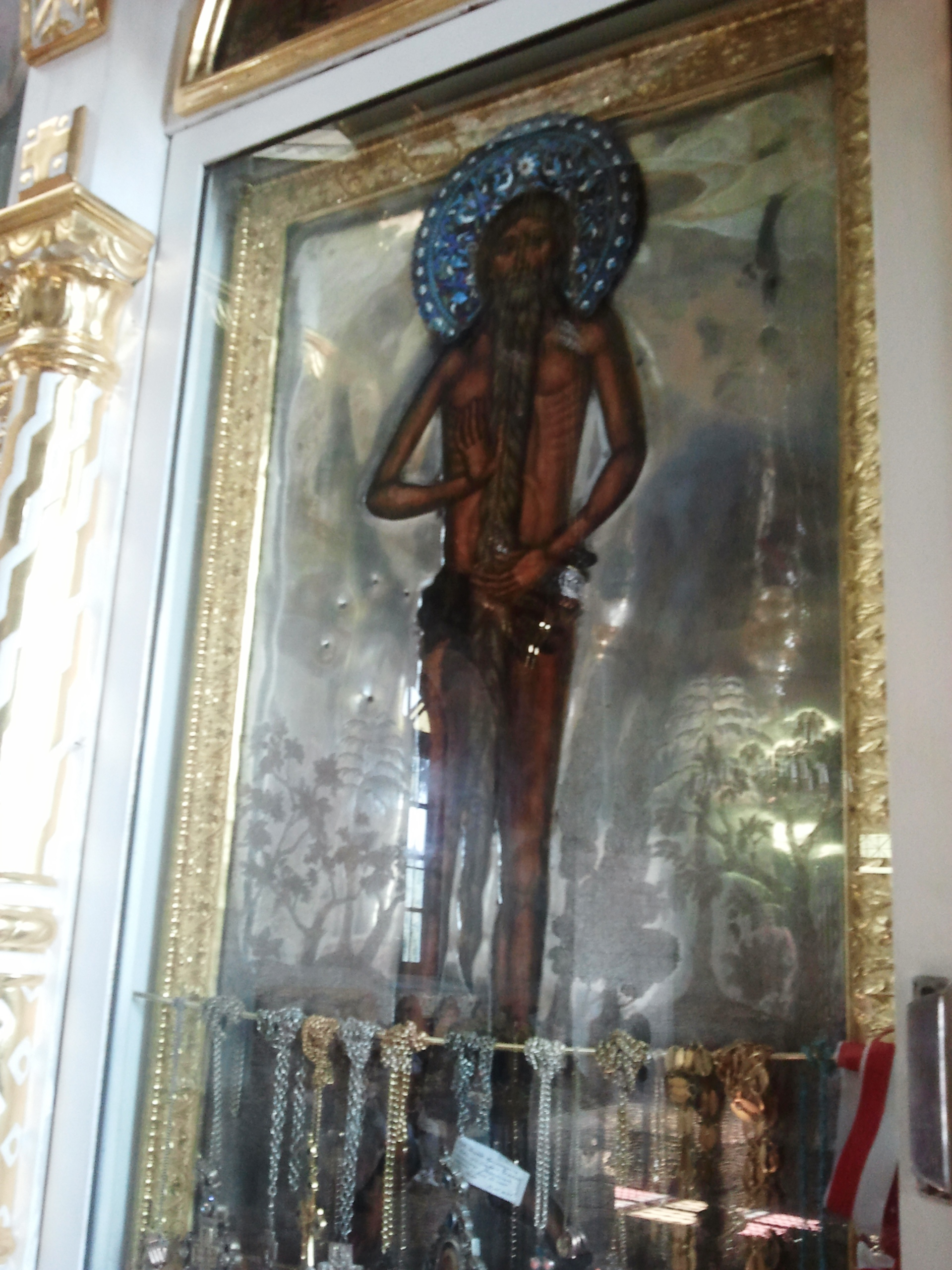
Ikona św. Onufrego
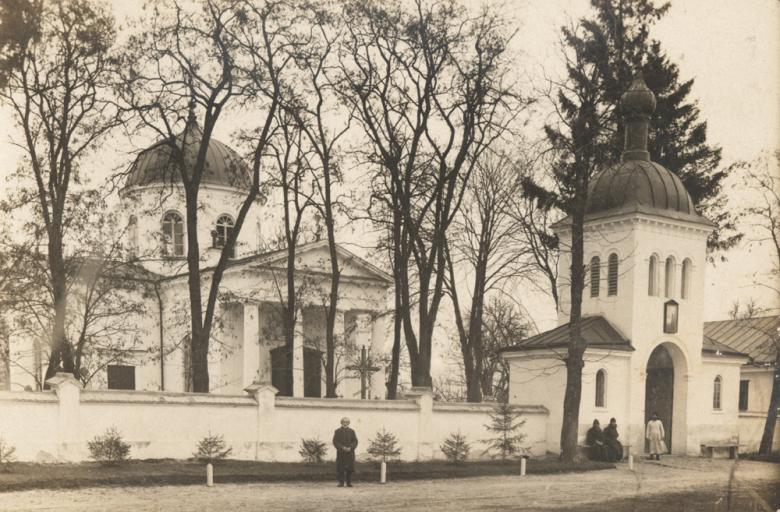
Cerkiew w 1930